# Chiromantis simus
Chiromantis simus е вид жаба от семейство Rhacophoridae. Видът не е застрашен от изчезване.

## Разпространение
Разпространен е в Бангладеш и Индия.